# San Francisco Cheje
San Francisco Cheje är en ort i Mexiko, tillhörande kommunen Jocotitlán i den nordvästra delen av delstaten Mexiko. Orten hade 1 909 invånare vid folkräkningen 2010.